# Хикман, Ана
Ана Хикман (порт.-браз. Ana Hickmann; род. 1 марта 1981, Санта-Крус-ду-Сул (штат Риу-Гранди-ду-Сул), Бразилия) — бразильская высокооплачиваемая фотомодель немецкого происхождения, имеющая собственную торговую марку «Ana Hickmann», выпускающую косметику и одежду, фотостудию и агентство «DJ» в Сан-Пауло. Рекламировала продукцию Victoria's Secret, Nivea, L'Oreal, Clairol, Versace и Bloomingdales и т. д.
По версии мужского журнала Maxim несколько раз входила в «Топ 100 самых сексуальных женщин планеты» (в 2004 году — 47-е место, в 2005 году — 85-е место).
Хикман известна как модель с самыми длинными ногами в мире (123 см), включена в Книгу рекордов Гиннесса. В марте 2009 британская газета The Sun упомянула её как женщину с самыми длинными ногами в мире моды.